# Stazione di Nogara
La stazione di Nogara è una stazione ferroviaria a servizio del comune di Nogara, sita all'incrocio fra le linee Bologna–Verona e Mantova–Monselice.
La gestione degli impianti è affidata a Rete Ferroviaria Italiana controllata del gruppo Ferrovie dello Stato.

## Storia
La stazione di Nogara fu attivata il 1º ottobre 1912 con l'apertura del tratto da Ostiglia della ferrovia Bologna–Verona.
La linea Mantova–Monselice, già esistente, fu deviata per transitare nella nuova stazione, abbandonando così la stazione originaria attivata nel 1886 (posta qui: 45°11′00.61″N 11°03′54.28″E).
Nel 1914 fu attivato un ulteriore tratto della Bologna–Verona, da Nogara a Isola della Scala.
Nel 1994 l'impianto è stato interessato dagli interventi di potenziamento che riguardavano due linee: l'elettrificazione per la linea Mantova–Monselice e il raddoppio di binario per la Bologna–Verona. In quest'ultimo caso e con particolare riferimento a Nogara, il doppio binario fu aperto il 2002 per il tronco in direzione di Isola della Scala, mentre quello che giunge a Poggio Rusco, costruito su un nuovo tracciato, fu aperto completamente il 26 luglio 2009.
A seguito di questi lavori, la stazione è stata completamente rinnovata e migliorata: sono stati introdotti ascensori, rialzate le banchine e installate nuove pensiline.

## Strutture ed impianti
Il fabbricato viaggiatori si compone su due livelli: il primo piano è una abitazione privata mentre al piano terra ci sono la vecchia biglietteria e la sala d'attesa.
Accanto al fabbricato viaggiatori, è presente un altro piccolo fabbricato ad un solo piano che ospita il bar della stazione, che funge anche da biglietteria.
Il piazzale si compone di sei binari:
- Binario 1 : viene usato per le precedenze fra i treni.
- Binario 2 : è un binario di corsa della linea Verona - Bologna dove fermano solitamente i treni in direzione Verona.
- Binario 3: è un binario di corsa della linea Verona - Bologna dove fermano i treni in direzione Bologna.
- Binario 4: viene usato per le precedenze fra i treni.
- Binario 5: è un binario di corsa della linea Mantova-Monselice dove fermano i treni in direzione Mantova.
- Binario 6: è un binario di corsa della linea Mantova-Monselice dove fermano i treni in direzione Monselice

Tutti i binari sono serviti da banchina e collegati fra loro tramite un sottopassaggio ed un ascensore rendendo così la stazione accessibile ai disabili.
Tutte le banchine dispongono di una lunga pensilina moderna.

## Movimento
Il servizio viaggiatori è esclusivamente di tipo regionale. Sulla direttrice Mantova-Monselice è espletato da Sistemi Territoriali che lo svolge in subappalto per conto di Trenitalia, mentre quello sulla direttrice Bologna–Verona è coperto da quest'ultima società ferroviaria.
I treni che effettuano servizio presso questa stazione sono circa settantuno. Le loro principali destinazioni sono: Bologna Centrale, Mantova, Verona Porta Nuova e Monselice. Durante le fasce di punta sono disponibili alcuni servizi per Brennero e Bolzano.
Nel solo periodo estivo la stazione vede il passaggio della "Freccia Orobica", un servizio ferroviario espletato da Trenitalia Tper che collega la città di Bergamo con quella di Pesaro.
Il servizio merci è assente.

## Servizi
La stazione offre i seguenti servizi:
- Biglietteria self-service (aperta 24/24h).
- Fermata autobus
- Sottopassaggio
- Parcheggio bici.
- Bar.
- Edicola.
- Servizi igienici.
- Sala di attesa.
- Ascensori.
- Stazione accessibile ai disabili.